# Ecpoma
Ecpoma es un género con seis especies de plantas con flores perteneciente a la familia Rubiaceae.
Está considerado un sinónimo del género Sabicea.

## Especies
- Ecpoma apocynaceum
- Ecpoma bicarpellata
- Ecpoma cauliflora
- Ecpoma geantha
- Ecpoma gigantostipula
- Ecpoma hierniana